# (5995) Saint-Aignan
(5995) Saint-Aignan est un astéroïde de la ceinture principale.

## Description
(5995) Saint-Aignan est un astéroïde de la ceinture principale. Il fut découvert par Edward L. G. Bowell le 20 février 1982 à Flagstaff (Observatoire Lowell). Il présente une orbite caractérisée par un demi-grand axe de 2,59 UA, une excentricité de 0,263 et une inclinaison de 12,23° par rapport à l'écliptique.
Il fut nommé en l'honneur de l'astronome amateur américain Charles P. de Saint-Aignan.

## Compléments